# Kemenespálfa

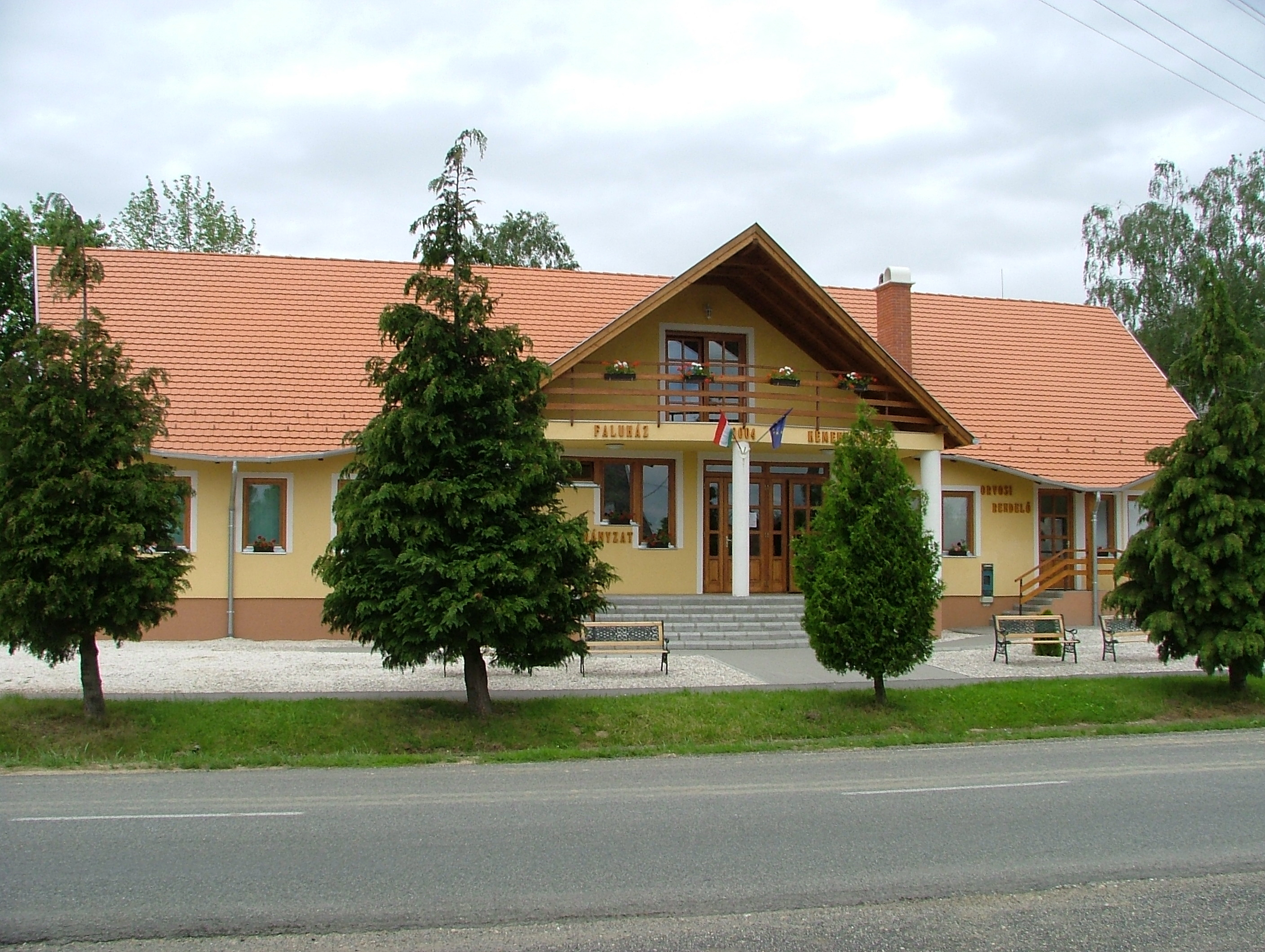
Polgármesteri Hivatal új épülete

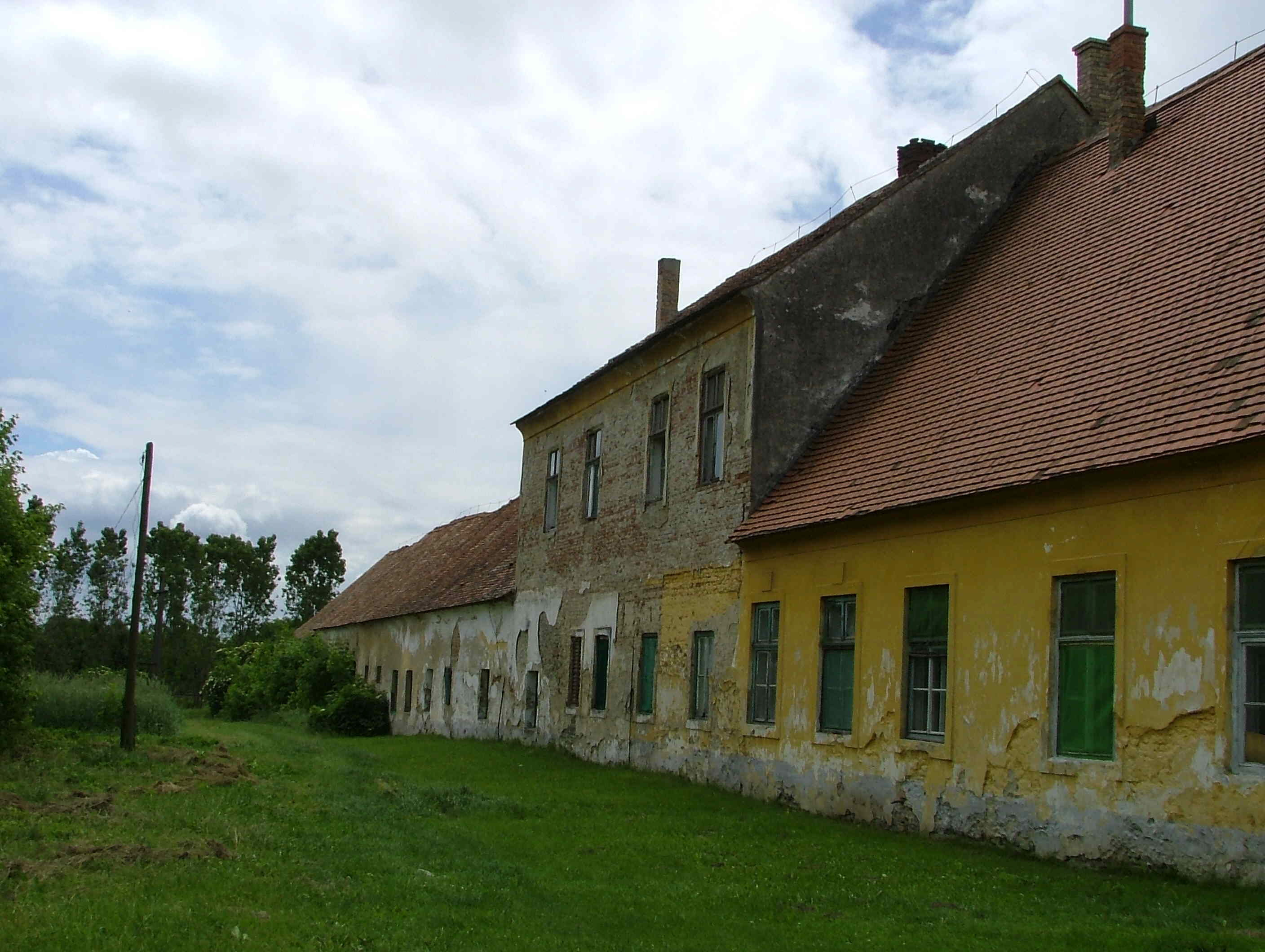
Révay kastély - romos állapotban

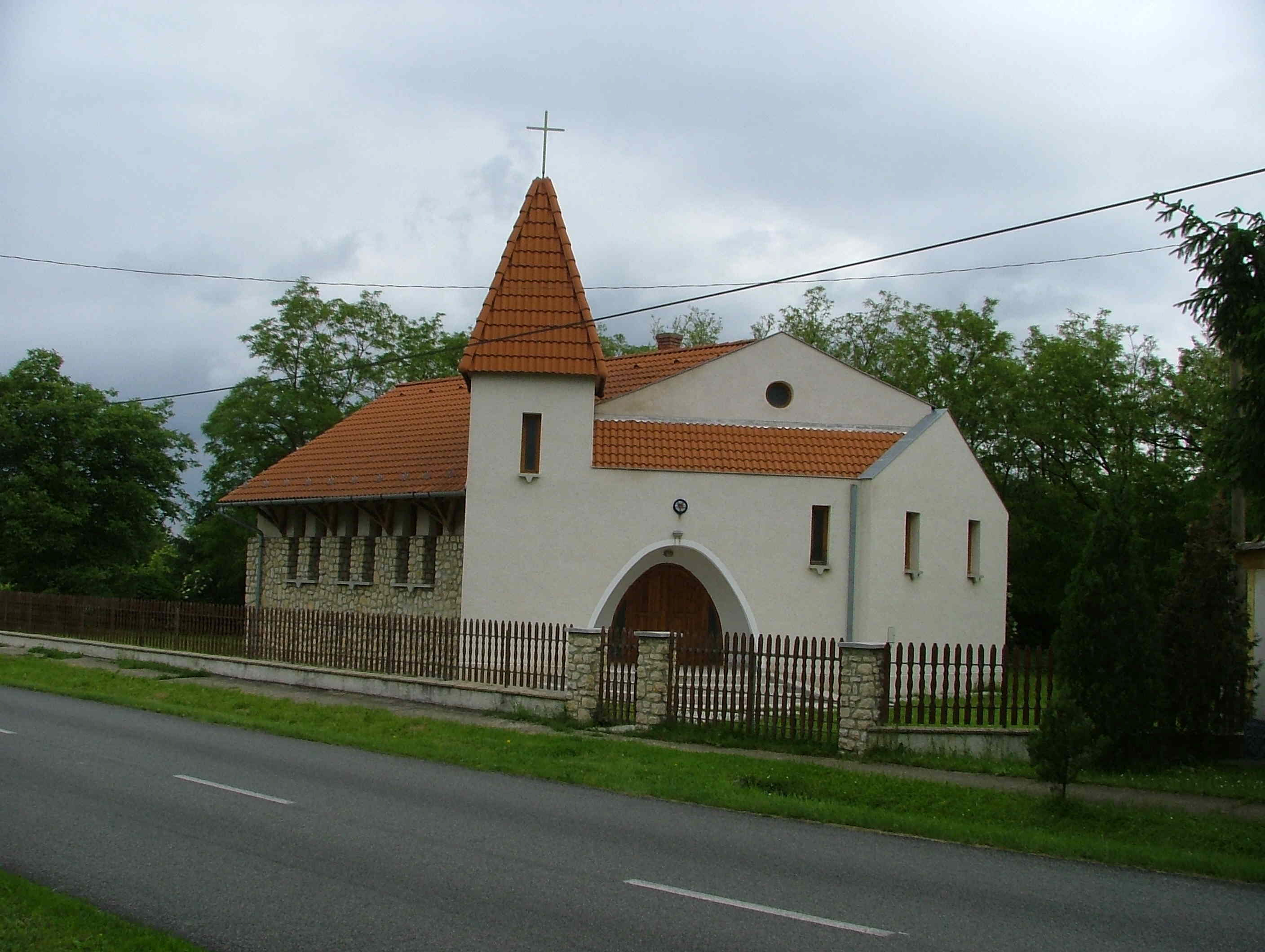
Evangélikus templom

Kemenespálfa község Vas vármegyében, a Celldömölki járásban, a Marcal bal partján.

## Fekvése
A község Vas vármegye délkeleti részén fekszik, Jánosházától északra.

### Megközelítése
Közúton a 8-as főútról vagy a 84-es főútról letérve könnyen megközelíthető, a 8457-es, majd a 8429-es úton; az utóbbi úton érhető el Celldömölk irányából is.
A hazai vasútvonalak közül a települést a Boba–Bajánsenye-vasútvonal érinti, melynek egy megállási pontja van itt. Kemenespálfa megállóhely a község keleti szélén helyezkedik el, közúti elérését a 84 126-os számú mellékút biztosítja.

## Története
A község Pálfa és Martonfa egyesítésével jött létre. Martonfalva első említése 1457-ből származik. A középkorban közép- és kisnemesi birtokosoké, részben a Veszprém vármegyei Somló várához tartozott. Később a Pálfalvay, Csáffordy, Martonfalvay családé. 1549-ben egytelkes nemeseké volt.
Pálfalva későn, csak 1467-ben jelentkezik oklevélben, ekkor a Kelédi család tartott hozzá jogot. Később is köznemeseké volt. Az 1549. évi rovásadó-jegyzék szerint Pörös Péter, Demjéndi Sandrin, Páhy Pál és Szecsődy Osvát összesen 8 jobbágyportát, 5 zsellért, 1 pusztatelket, 2 allodiális telket és 3 szolgát birtokolt. A középkori falu a mai belterület pálfai része (Fő utca) alatt lehetett.
A belterület déli szélén van az Alsómajor, más néven Martonfa. Ennek közvetlen szomszédságában kerültek elő a falu régészeti nyomai.
1733-ban Bél Mátyás "Vas vármegye leírása" című művének tanúsága szerint már állt Mártonfán felsőbüki Nagy (I.) István "tekintélyes rezidenciája". 1797-ben báró Révay Miklós inszurgens ezredes volt a település földesura, aki 1805-ben grófi címet kapott. 1820 körül a rezidenciát kibővítették és klasszicista stílusban átépítették, minden bizonnyal ekkor készült el a középső rész emeleti szakasza is. A Révay család 1556-ban kapott bárói címet, majd egyes ágait 1723-ban, 1804-ben és 1805-ben grófi rangra emelték. A 19. század második felében ismét a felsőbüki Nagy família tulajdonába került a mártonfai birtok és a kúria, 1925-ben az Egyházashetyén lakó felsőbüki Nagy (IlI.) Sándornak 1200, 1935-ben pedig a kiskorú felsőbüki Nagy (VI.) Pálnak 1176 katasztrális holdas birtoka volt a településen.
A mártonfai birtokot Krenner Elek intéző vezette a két világháború között, 1927-ben aranyéremmel tüntették ki a gazdaságot kiváló mezőgazdasági eredményei miatt. 1945 tavaszán a martonfai kastély területén szovjet hadifogoly gyűjtő-tábor működött.

## Közélete

### Polgármesterei
- 1990–1994: Kiss Sándor (KDNP)[4]
- 1994–1998: Szalai Józsefné (független)[5]
- 1998–2002: Szalai Józsefné (független)[6]
- 2002–2005: Szalai Józsefné (független)[7]
- 2006–2006: Biczó Péter (független)[8]
- 2006–2010: Biczó Péter (független)[9]
- 2010–2014: Biczó Péter (független)[10]
- 2014–2019: Biczó Péter (független)[11]
- 2019–2024: Németh Zoltán (független)[12]
- 2024– : Németh Zoltán (független)[1]

A településen 2006. január 8-án időközi polgármester-választást tartottak, az előző polgármester halála miatt.

## Népesség
A település népességének változása:
| Lakosok száma | 396  | 386  | 373  | 374  | 362  | 361  | 461  | 365  | 367  | 354  |
|               | 2013 | 2014 | 2015 | 2016 | 2017 | 2019 | 2021 | 2022 | 2023 | 2024 |

A 2011-es népszámlálás során a lakosok 96,5%-a magyarnak, 0,3% németnek mondta magát (3,5% nem nyilatkozott; a kettős identitások miatt a végösszeg nagyobb lehet 100%-nál). A vallási megoszlás a következő volt: római katolikus 58,9%, református 1,5%, evangélikus 25,3%, felekezet nélküli 2% (11,5% nem nyilatkozott).
2022-ben a lakosság 92,1%-a vallotta magát magyarnak, 0,3% németnek, 0,3% cigánynak, 0,3% lengyelnek, 1,1% egyéb, nem hazai nemzetiségűnek (7,9% nem nyilatkozott; a kettős identitások miatt a végösszeg nagyobb lehet 100%-nál). Vallásuk szerint 43,3% volt római katolikus, 15,6% evangélikus, 0,8% református, 0,5% egyéb katolikus, 3,6% felekezeten kívüli (36,2% nem válaszolt).

## Nevezetességei

### Nagyboldogasszony római katolikus templom
A műemlék templom 1727-ben épült (Jókai utca 13.). Egyhajós, a hajónál keskenyebb, sokszög záródású szentélyének egyik oldalán sekrestye, a másik oldalán oratórium van. Tornya a főhomlokzat előtt áll. Bejárata egyenes záródású, kőkeretes és törtíves szemöldökű, a karzat szintjén egy egyenes záródású, a tetőszinten szellőző, a harangok szintjén félkörív záródású ablakok vannak. A főpárkány egyenes, a sarkoknál követi a lesarkított torony test formáit. A torony gúlasisakkal fedett. A hajó északi oldalán három, a déli oldalán egy kétlépcsős támpillérei, a déli oldalon félkörív záródású ablakokkal tagolt. A torony mellett a karzat feljárata toldalékszerűen megépített. A hajó két csehsüvegboltozattal, a szentély fiókos dongával és fél kupolával fedett. A karzat két pilléren álló, háromnyílásos és boltozott. Barokk berendezéséből a főoltárra helyezett Szent Borbála és Szent Katalin, kétoldalt a Szent István és Szent László-szobrok érdemelnek említést. A templomkülsőt 1968-ban tatarozták.

### Révay-kastély
Műemlék épület (Jókai u. 24.). Szabadon álló, középrészén emeletes, mellékszárnyain földszintes, hosszan elnyúló, téglalap alaprajzú épület. Homlokzatai részben átalakítottak, az eredeti nyílásritmust sok helyen megváltoztatták, a nyílászárókat újakra cserélték. Az egyszerű kiképzésű ablakok egykor szalagkeretesek voltak, felső részükön stilizált zárókő húzódott. A főhomlokzat szárnyrészeit átépítették - ezek nagyobb része eredetileg is gazdasági célokra szolgált a középrész földszinti részén 1 eredeti vasrácsos ablak látható, az emeleten 5 régi ablak húzódik. A hátsó homlokzat bal szárnya átalakított, középrésze a földszinten 2+2, az emeleten 4 osztású, a jobb szárnyon is 4 eredeti ablak húzódik. (Az 1980-as években a jobb oldali szárnyrész három ablakának díszes kovácsoltvas kosárrácsa még megvolt, ezek mára eltűntek.) Az oldalhomlokzatok felett magas háromszög-oromzat húzódik, amelyek alsó részén 3, felső részén 1 szalagkeretes ablak (néhol vakablak) látható.
Belsejében a kapu mögött egykor az előcsarnok húzódott, ahonnan kovácsoltvas korlátos csigalépcső vezet fel ma is az emeletre. A földszinten fiókos dongaboltozatos, stukkódíszes helyiségek sorakoznak. A kúriát igen magas, meredek nyeregtető fedi. A rezidencia mellett az egykori majorsági épületek - magtár, cselédlakások - ma is állnak. Az államosítás után termelőszövetkezeti kezelésébe került a kúria, amelyben szolgálati lakásokat helyeztek el. A leromlott állapotú épületet napjainkban is lakóházként használják.

## Neves szülöttei
- Kiss Jenő (1913–2001) magyar-latin szakos gimnáziumi tanár.
- Linka Ödön OSB (1925-2017), bencés szerzetes, a brazíliai Szent Gellért monostor apátja, Sao Paulo
- Linka Sándor OSB (1927-2016), bencés szerzetes, a brazíliai Szent Gellért monostor házgondnoka, pincészetének vezetője